# اولخونود
اولخونود (انگلیسی: Olkhonud) قبیله هوئلون، مادر چنگیز خان بود. آنها به چنگیز کمک کردند تا نایمان‌ها را شکست دهد. قوم اولخونود با قبیله قنقرات خویشاوندی نزدیک داشتند. نوادگان آنها هنوز در استان خاود مغولستان و در مغولستان داخلی چین زندگی می‌کنند.